# Cruise/Wagner Productions
Cruise/Wagner Productions è stata una compagnia cinematografica statunitense fondata dall'attore Tom Cruise e la produttrice Paula Wagner nel settembre 1993.

## Filmografia
- Mission: Impossible (1996)
- Without Limits (1998)
- Mission: Impossible 2 (2000)
- The Others (2001)
- Vanilla Sky (2001)
- Narc - Analisi di un delitto (2002)
- Minority Report (2002)
- L'inventore di favole (2003)
- L'ultimo samurai (2003)
- Suspect Zero (2004)
- La guerra dei mondi (2005)
- Elizabethtown (2005)
- Chiedi alla polvere (2006)
- Mission: Impossible III (2006)
- Leoni per agnelli (2007)
- The Eye (2008)
- Death Race (2008)
- Operazione Valchiria (2008)